# فساد ۹۲ هزار میلیارد تومانی فولاد مبارکه
فساد ۹۲هزار میلیارد تومانی فولاد مبارکه نتیجه گزارش ۳۰۰صفحه‌ای تحقیق و تفحص مجلس شورای اسلامی از شرکت فولاد مبارکه است. بر اساس این گزارش، حداقل ۱۲۰۰ تخلف در فعالیت‌های فولاد مبارکه در فاصله سال‌های ۱۳۹۷ تا ۱۴۰۰ کشف و این تخلفات ابعاد و زمینه‌های گسترده‌ای از رانت و فساد تا هدیه و پرداخت پول بی‌رویه به نهادهای حکومتی ایران، سپاه پاسداران، دفاتر ائمه جمعه و رسانه‌ها، و همچنین حیف و میل سرمایه و عقد قراردادی با بیش از رقم واقعی با یک شرکت چینی غیرمتخصص دارد.
در بخشی از این گزارش به واریز وجوهات مالی به حساب نیروی انتظامی استان اصفهان به ارزش ۱٫۵میلیارد تومان و به حساب سپاه صاحب الزمان استان اصفهان، پایگاه‌های بسیج و وزارت دفاع و پشتیبانی نیروهای مسلح به ارزش بیش از ۶میلیارد تومان اشاره و گفته شده‌است ۱٫۵میلیارد تومان نیز به دفاتر ائمه جمعه و نزدیک ۱میلیارد تومان به حوزه علمیه، بنیاد بین‌المللی غدیر و ستاد برگزاری نماز جمعه و ۳۰۰میلیون تومان برای تجهیز ساختمان دادگستری استان اصفهان پرداخت شده‌است.
در این گزارش همچنین به پرداخت ماهانه ۶۰میلیون تومان به مشاورانی که در استان دیگری غیر از اصفهان سکونت داشتند و خدماتی ارایه نمی‌دادند، پرداخت ۲۲میلیارد تومان به صدا و سیما بدون هیچ قراردادی، پرداخت ۲/۵میلیارد تومان به اداره اطلاعات استان اصفهان و خرید خودروهای خارجی، تخلف ۷هزار میلیارد تومانی در حوزه بورس و سرمایه‌گذاری و پرداخت ۴۱۷میلیون تومان به افراد تأثیر گذار در انتشار توییتر برای جو سازی علیه تحقیق و تفحص مجلس نیز اشاره شده‌است.

## تحقیق و تفحص
تحقیق و تفحص مجلس ایران از فولاد مبارکه در مهر ۱۳۹۷ در زمان مدیرعاملی حمیدرضا عظیمیان شروع شد. این موضوع را ناصر موسوی لارگانی، عضو هیئت رئیسه مجلس یازدهم و از اعضای کمیته تحقیق و تفحص، در دی ۱۳۹۹ مطرح کرد. گزارش مجلس ۲۵ مرداد ۱۴۰۱ در صحن علنی ارائه و متن کامل گزارش به سرعت در رسانه‌ها و فضای مجازی منتشر شد.
اعضای کمیته تحقیق و تفحص بهمن ماه ۱۳۹۹ در کمیسیون صنایع و معادن انتخاب شدند و هر ۱۵ نفر این کمیته به جریان فکری اصولگرا تعلق دارند. در میان اعضای کمیته، نام افرادی همچون رضا تقی‌پورانوری، مصطفی رضاحسینی، لطف‌اله سیاه‌کلی، الله‌وردی دهقانی، روح‌اله ایزدخواه، حجت‌اله فیروزی، احسان ارکانی، حسین میرزائی و مصطفی آقامیرسلیم دیده می‌شود.
براساس این گزارش در طول مدیریت حمیدرضا عظیمیان، ۹۰ عنوان تخلف، انحراف و تحمیل خسارت رخ داده و بالغ بر ۹۱هزار میلیارد تومان توزیع رانت صورت گرفته‌است. همچنین بر وابستگی سیاسی حمیدرضا عظیمیان به دولت حسن روحانی و نزدیکان او و هدر دادن منابع فولاد مبارکه در راستای مقاصد سیاسی اشاره و رد پای شخصیت‌های سیاسی همچون محمود واعظی، عباس آخوندی و اسحاق جهانگیری در تصمیم‌گیری‌ها، تبانی‌ها و انتصابات سفارش‌شده دیده می‌شود.

## واکنش‌ها
ابراهیم رئیسی، رئیس‌جمهوری ایران دستور برکناری تمامی متخلفان در فولاد مبارکه را صادر کرد و گفت که این فسادها ربطی به حکومت ندارد و نظام جمهوری اسلامی ایران پاک پاک است. محمدباقر قالیباف، رئیس مجلس شورای اسلامی، در توییتی نوشت مجلس لیستی از این تفحص علنی نکرده و با اعلام مصادیق قبل از رسیدگی قضایی مخالف است.
رسانه‌های اصولگرا و وابسته به دولت از جمله خبرگزاری ایرنا، خبرگزاری فارس و روزنامه کیهان در گزارش‌های متعددی، فساد در فولاد مبارکه را به دولتمردان حسن روحانی نسبت داده و خواستار برخورد قاطع با آنها شده‌اند. روزنامه همشهری با انتقاد از انتشار گزارش در فضای مجازی نوشت که این گزارش به چماق بر سر نظام تبدیل شده است.
علی اکبرزاده، عضو هیئت تحقیق و تفحص، حسن روحانی را متهم کرده که با سوءاستفاده از جایگاه خود، مانع رسیدگی به پرونده در دوران ریاست‌جمهوری‌اش شده بود. این ادعا با تکذیب دفتر حسن روحانی مواجه شد.